# Calixto Contreras

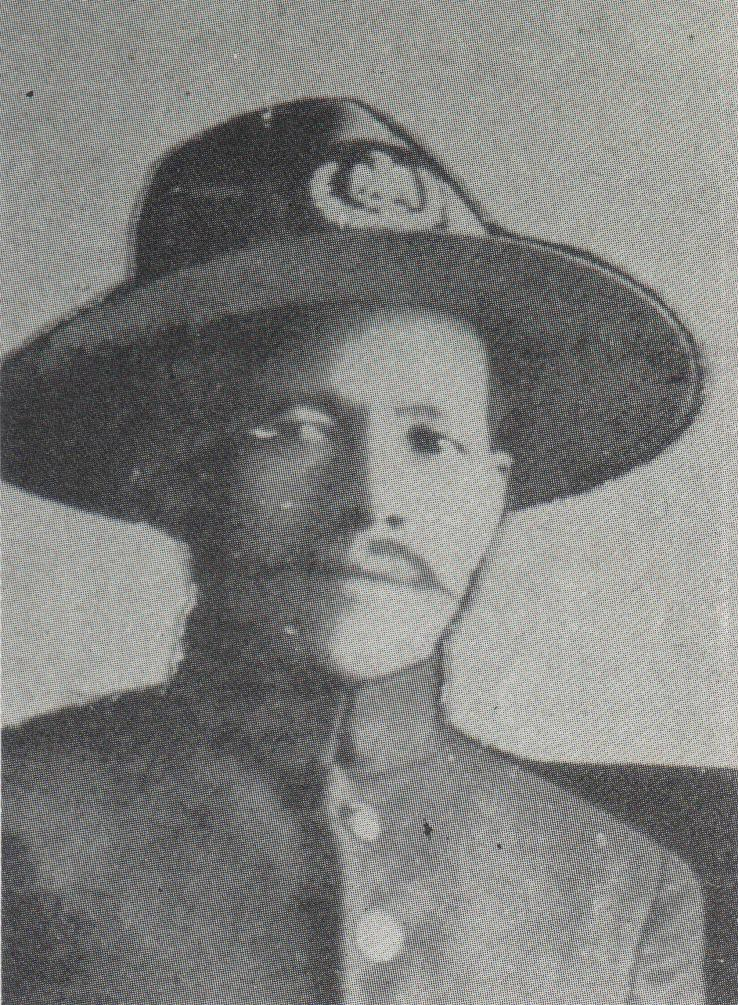
Calixto Contreras

Calixto Contreras Espinoza (Ávila, 13 oktober 1862 - Cuencamé, 1918) was een Mexicaans militair.
Contreras was afkomstig uit de deelstaat Durango. In 1910 sloot hij zich aan bij de Mexicaanse Revolutie aan de zijde van Francisco I. Madero. Na de overwinning van Madero kreeg hij het commando over een legertje rurales en na de omverwerping van Madero in 1913 sloot hij zich aan bij de Divisie van het Noorden van Pancho Villa in het verzet tegen de dictator Victoriano Huerta waarvoor hij onder andere deelnam aan de inname van Zacatecas. Na de overwinning van Villa was hij afgevaardigde bij de conventie van Aguascalientes. Contreras bleef Villa trouw toen de strijd zich hervatte tegen ditmaal de constitutionalisten van Venustiano Carranza. Conteras werd in 1918 gedood op het slagveld.